# Câine enot
Câinele enot obișnuit (Nyctereutes procyonoides), numit și câinele enot chinez sau asiatic pentru a-l deosebi de câinele enot japonez, este un canid mic, gros, asemănător vulpei, originar din Asia de Est. Deși este asemănător unui raton, este înrudit cel mai aproape cu vulpile. Câinii enot se hrănesc cu mai multe animale și plante și sunt neobișnuiți printre canide (câini, vulpi și alți membri ai familiei Canidae) prin faptul că hibernează în timpul iernilor reci și se pot cățăra în copaci. Sunt larg răspândiți în arealul lor nativ și sunt invazivi în Europa, unde au fost introduși pentru blana lor. Câinele enot japonez asemănător (Nyctereutes viverrinus, tanuki), originar din Japonia, este singurul alt membru viu al genului Nyctereutes. Alte nume ale acestei specii sunt enot sau viezure (bursuc) cu barbă.
Câinele enot este foarte asemănător la exterior cu ratonul comun din America de Nord (Procyon lotor). Cele mai apropiate rude ale enotului sunt vulpile adevărate, nu ratonul, care este unul dintre musteloide și nu este înrudit cu câinele enot. Printre canide, câinele enot este asemănător prin obiceiul de a se cățăra în copaci în mod regulat doar cu vulpea cenușie nord-americană, care nu face parte nici din vulpile adevărate, nici nu este o rudă apropiată a câinelui enot.
Datorită blănii sale, câinele enot a fost introdus pe scară largă în Europa, unde este tratat ca o specie invazivă potențial periculoasă. În Europa, din 2019, câinele enot a fost inclus pe lista speciilor străine invazive de interes pentru Uniune (lista Uniunii). Aceasta implică faptul că această specie nu poate fi importată, crescută, transportată, comercializată sau eliberată intenționat în mediu în întreaga Uniune Europeană.
Enotul este un animal nou în fauna României. În România a pătruns din URSS, unde a fost introdus în prima jumătate a secolului al XX-lea. Prima semnalare oficială în România a fost în 1951, în apropiere de București  S-a extins, fiind întâlnit sporadic în întreaga țară.

## Descriere

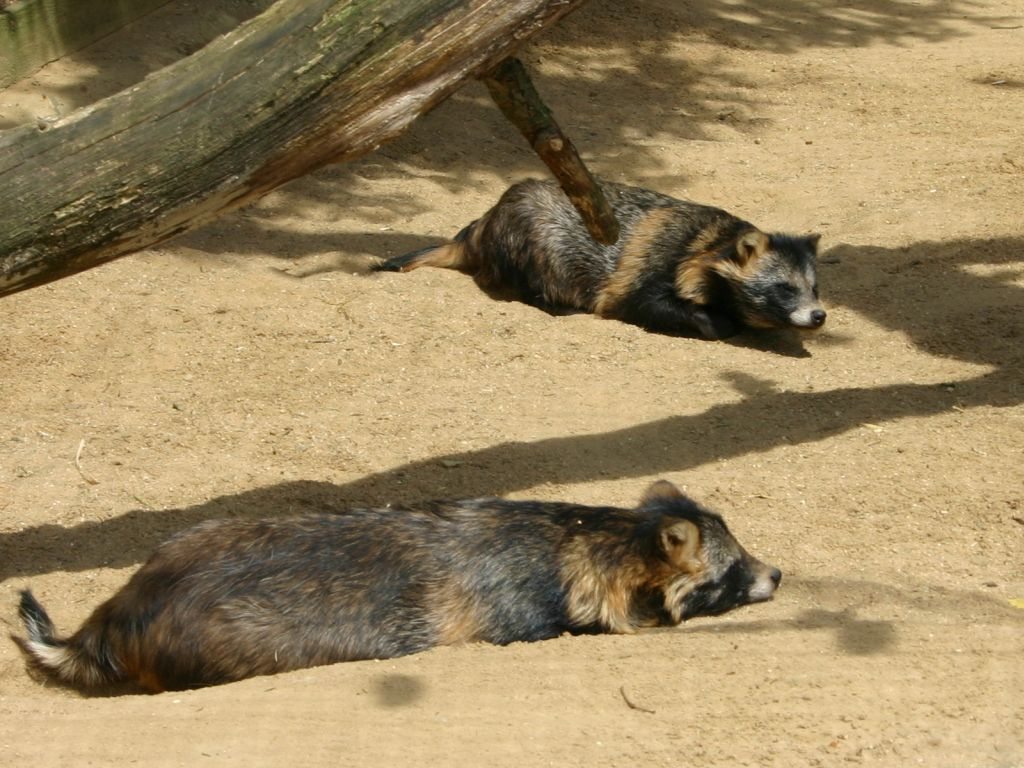

Face parte din familia Canidae, alături de lup, vulpe, șacal etc. Lungimea corpului este de 60–90 cm, coada de 15–25 cm și poate ajunge până la 10 kg. Este un animal omnivor, putându-se hrăni cu fructe și plante de apă, deși preferă o alimentație carnivoră, cuprinzând broaște, insecte acvatice, șoareci, bizami, păsări și ouăle acestora etc. Este un animal de amurg și noapte, aparițiile diurne fiind întâmplătoare. Blana are o culoare între gălbui-roșcat și cafeniu-închis, cu spicul perilor de culoare neagră. Pe spate, pe obraji și picioare domină nuanțe mai închise, iar ventral cele deschise (brun-gălbui).
Enotul are un fel de "favoriți", aflați la baza gâtului, care îl fac ușor de recunoscut.
Trăiește în special în apropierea apelor, rar în zone cu umiditate mai scăzută. Nu este foarte legat de un anumit loc, deși își petrece mult timp în vizuină. În unele cazuri luptă cu vulpea pentru a prelua vizuina acesteia.
Împerecherea are loc în februarie-martie. Masculul și femela formează o familie pe perioada împerecherii și creșterii puilor.
Gestația durează cca. 62 zile după care cei 6-8 pui lipsiți de vedere sunt îngrijiți în vizuină timp de 4-5 săptămâni.
După 3-4 luni cățelandrii devin independenți și părăsesc vizuina pentru ca, toamna, să se mute în zone potrivite pentru hrănire, străbătând la nevoie mari distanțe.
Prin silueta sa, aspectul său facial și  perii săi lungi, câinele enot se aseamănă cu ratonul, numai că are o coadă mai scurtă și de o singură culoare spre deosebire de raton a cărui coadă este mai lungă și având o colorație în formă de inele. În traducerile sau dicționarele întocmite în pripă confuzia dintre cele două specii este foarte frecventă.

## Hibernarea
Câinele enot, de asemenea este unicul reprezentant al familiei canidelor care hibernează. În timpul toamnei, greutatea enotului crește considerabil pentru ca acesta să-și constituie rezervele de hibernare. Cu toate acestea, hibernarea nu este sistematică, deoarece depinde de temperatura ambiantă. În cazul în care aceasta nu coboară sub -5 °C, enotul poate să rămână activ sau în stare de repaus doar pentru câteva zile. 
Cu obiceiuri mai degrabă nocturne, enoții sunt animale destul de solitare la care nu se observă o structură socială prea dezvoltată, comună celorlalte canide, cu toate că anumite exemplare se bucură totuși de prezența altor enoți pe lângă ei.

## Origine
Originar din Extremul Orient, până la începutul secolului XX aria sa de răspândire se limita la Asia de Est și acoperea regiunea Amur-Ussuri, Rusia, Coreea, estul Chinei, Japonia și nordul Indochinei.

## Introducerea în fosta URSS
Între 1928 și 1955, peste 9000 de specimene au fost eliberate în natură în partea europeană a fostei Uniuni Sovietice cu scopul de a spori producția de blănuri. Blana acestui animal era foarte apreciată și  folosită în special pentru producția hainelor militărești pentru Armata Sovietică. Prima introducere a avut loc în 1928 în Ucraina, urmată de alte introduceri experimentale în mediul natural din regiunile Europei și unele regiuni din Asia ale fostei URSS, din Karelia în Moldova trecând prin țările baltice, Belarus și Ucraina, precum și în sectoarele din Federația Rusă, Caucaz, Kazahstan și insula Sahalin din  Orientul Îndepărtat. În anii 1940 - 1950, creșterea enoților este mai intensă în URSS, în special din cauza necesităților importante ale Armatei Roșii în această perioadă. Unele animale au reușit să scape de la aceste crescătorii, sporind astfel populația sălbatică. La sfârșitul celui de-al doilea război mondial, blana nemaifiind atât de importantă, mai multe ferme au fost închise și animalele au fost eliberate în natură. 
Specia a cunoscut mai apoi o expansiune rapidă în nordul, centrul și vestul Europei. Primele exemplare observate în țările învecinate au fost în Finlanda, în mijlocul anilor 1930. Enotul a colonizat mai apoi Europa de Vest. Între 1935 și 1984, enoții colonizează 1.4 milioane de kilometri pătrați de teritoriu. Specia este considerată frecventă în regiunile din sudul Finlandei, Estonia, Letonia, Lituania, Belorusia, Ucraina, Moldova, Rusia, în nordul și estul Poloniei și în estul României. Expansiunea sa a încetinit în anii '70, datorită lipsei habitatelor adecvate și datorită, de asemenea unei rate ridicate de mortalitate (vânătoare, captură și accidente de automobil). Cu toate acestea, în anii '90, s-a înregistrat o expansiune reînnoită în Germania, evidențiată printr-o creștere semnificativă a  numărului de exemplare omorâte de vânători.

## Enotul Tanuki, câinele mistic în Japonia
Tanuki este în mitologia japoneză, un yōkai (spirit) al pădurii, inspirat de câine enot căruia japonezii îi atribuie anumite puteri magice. Maestrul deghizărilor, este considerat capabil să-și schimbe forma după cum și-ar dori. Tanuki-i sunt adesea reprezentați cu o pălărie de paie, o sticlă de sake, o burtă proeminentă pe care ar folosi-o ca o tamburină și niște testicule foarte mari. Simbol al șansei și al prosperității, ei sunt reprezentați în artă și în basmele japoneze încă din Evul Mediu.
- Date legate de Nyctereutes procyonoides la Wikispecies